# 俊奈氏鱈
俊奈氏鱈（学名：Nezumia evides），又名鱈魚，为鼠尾鱈科奈氏鱈屬下的一个种。